# Idrovia Ferrara-Ravenna
L'idrovia Ferrara-Ravenna è un sistema di vie navigabili in Italia.
Collega il fiume Po, nei pressi di Pontelagoscuro, al mare Adriatico, nei pressi di Porto Garibaldi.
Utilizza il canale Boicelli da Pontelagoscuro a Ferrara, il Po di Volano da Ferrara a Migliarino, e infine il Canale Navigabile da Migliarino a Porto Garibaldi.
L'idrovia è stata costruita negli anni 1950 e 1960 ed è percorribile dalle navi della IV classe CEMT.
Ha una lunghezza complessiva di 70 km.